# Piledriver

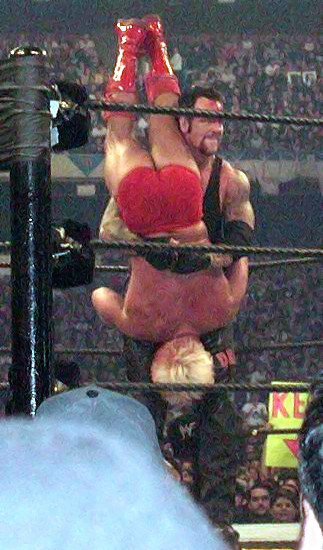
The Undertaker realizando un Tombstone Piledriver (Kneeling belly to belly piledriver) a Ric Flair.

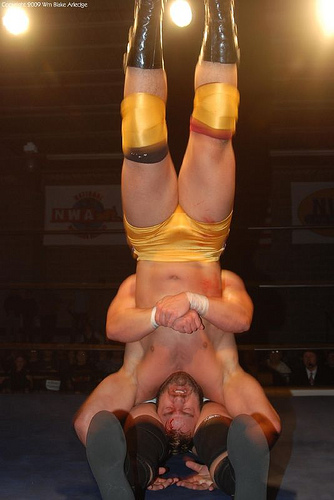
Adam Pearce realizando un sitout belly to back piledriver en Brent Albright.

Un piledriver o rompecuellos (llamado martinete en la lucha libre mexicana) es un movimiento de lucha libre profesional que tiene como objetivo conducir el cráneo del oponente al suelo. Los piledriver más comunes son el belly-to-back piledriver y el belly-to-belly piledriver ya sea en posición Sit-out o Kneeling, pero hay variantes más intrincadas; este movimiento fue innovado por Andre The Giant.
El piledriver es generalmente considerado como una maniobra de lucha altamente peligrosa debido a la compresión del cuello resultante de impactar la cabeza verticalmente contra el suelo; algunas variantes del piledriver, como el brainbuster, evitan este efecto, pero variaciones más intrincadas son propensas a desarrollar un mayor choque. Si hay un ligero desliz en la fuerza empleada o un accidente, el movimiento puede causar lesiones graves e incluso parálisis. En un piledriver bien ejecutado la cabeza no aterriza realmente en el suelo o, en todo caso, lo hace en posición oblicua o sobre la espalda.
El piledriver está prohibido en la WWE, donde solo The Undertaker y Kane están autorizados a realizarlo. Este movimiento conlleva la descalificación inmediata en México y en otros lugares.

## Variaciones

### Argentine piledriver
El usuario levanta al oponente en posición de argentine backbreaker rack, es decir, boca arriba sobre los hombros del luchador mientras este agarra una pierna y un brazo; entonces empuja al oponente hacia delante y cae sentado, impactando la cabeza del rival contra el suelo.

### Backflip piledriver
El usuario se acerca a un oponente de espaldas y apresa su torso con las piernas, de modo similar a un bodyscissors. Entonces, el usuario desplaza su peso para rodar súbitamente hacia atrás hasta quedar boca abajo, llevando tras de sí al oponente para que su nuca impacte contra el suelo en un movimiento fluido.
Una versión aérea de esta técnica fue innovada por Manami Toyota bajo el nombre de Victory Star Drop. Debido a la alta peligrosidad de este movimiento, no suele ser muy común de ver.

### Belly-to-back piledriver

Ejecución de un sitout belly to back piledriver.

En esta versión básica del piledriver, el usuario hace agacharse al rival ante él y mete su cabeza entre sus piernas; entonces, levantando al oponente de la cintura, se deja caer para conducir su cabeza hasta el suelo.

#### Position sitout piledriver
El luchador se halla frente al rival y mete la cabeza entre sus piernas. Entonces se levanta, alzando al oponente para que penda sobre la espalda del usuario con la cabeza apuntando al suelo mientras él agarra sus piernas, y acto seguido se deja caer, ya sea de rodillas o sentado, para golpear su cabeza contra el suelo.
Una variación de esta técnica es llamada destruction driver, y consiste en que el usuario pone las piernas del rival bajo sus axilas mientras lo levanta en una posición back-to-belly. Entonces el usuario cae de rodillas, acabando de igual forma.

#### Over the shoulder back-to-belly piledriver

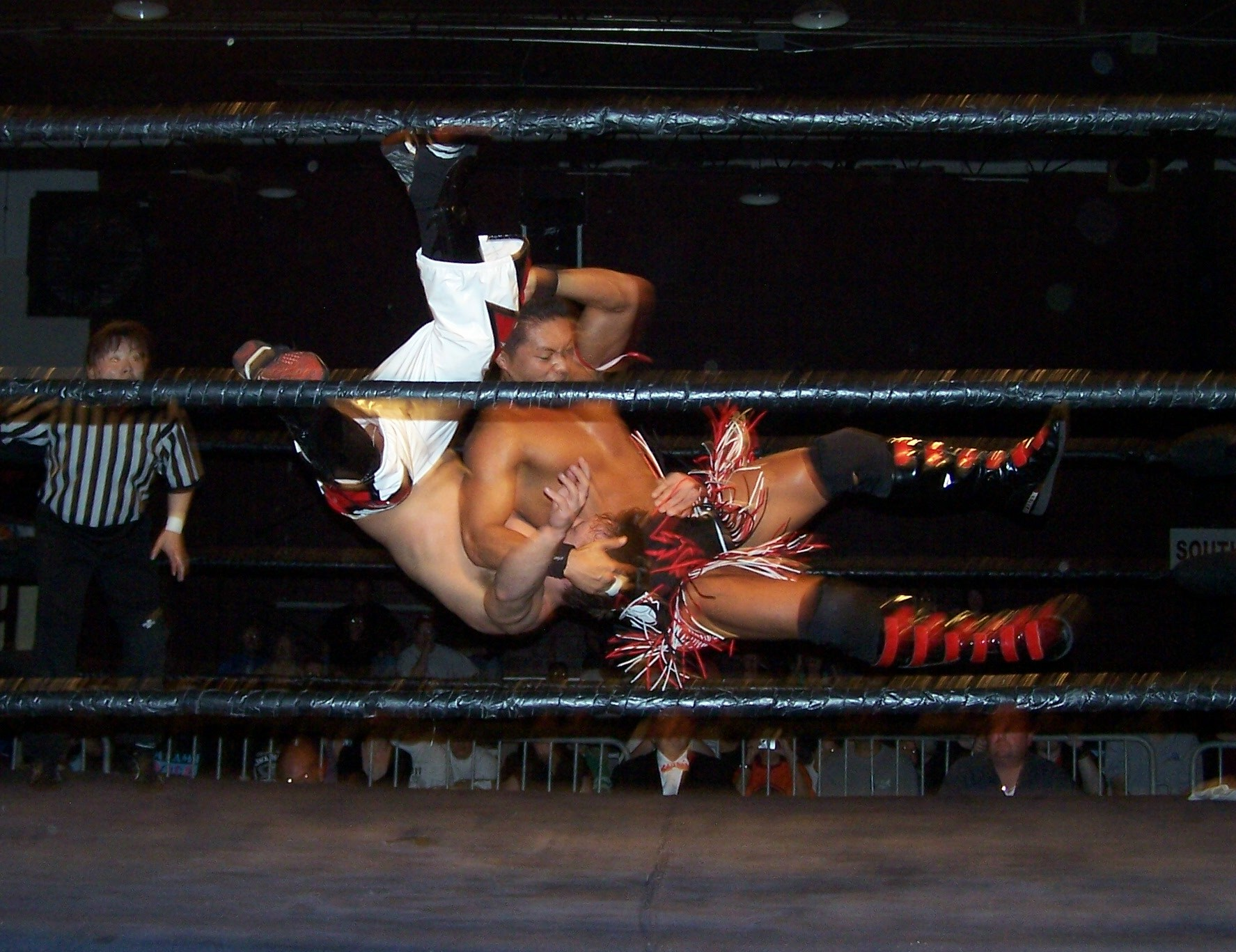
CIMA realizando el "Schwein" en Jack Evans.

En este movimiento, también conocido como Kryptonite Krunch y Schwein, el luchador levanta a su oponente y lo sitúa sobre su hombro para que la cabeza del luchador penda sobre su espalda apuntando hacia abajo, manteniéndolo así generalmente cogiendo una pierna con un brazo y la cabeza con otro. Entonces el oponente cae sentado e impacta la cabeza del otro contra el suelo.
Una popular variante de este movimiento consiste en que el oponente es cogido diagonalmente, apoyado sobre un hombro y apuntando a la cadera contraria.

### Cradle piledriver
Esta es una variación del piledriver estándar en la que el luchador atacante agarra la pierna del oponente con su brazo. La variante más común es similar a un Texas piledriver: el usuario hace agacharse al rival hacia él y mete su cabeza entre las piernas del luchador, que agarra su abdomen y lo eleva de él; entonces, el usuario coge una de las piernas del rival con los dos brazos (o entrelaza sus manos por detrás de una) y se deja caer sentado o de rodillas para conducir su cabeza hacia el suelo. Este movimiento fue innovado por Karl Gotch bajo el nombre de Gotch-Style Piledriver.
Esta variación se puede ver en otros tipos de piledriver, como por ejemplo en el belly-to-belly piledriver. En la técnica resultante de esta el usuario levanta al oponente y lo sitúa verticalmente sobre la parte frontal de su abdomen, sostenido con los brazos. Entonces lo suelta, y agarra una de sus piernas con los brazos al tiempo que cae de rodillas para conducir la cabeza del oponente al suelo.

### Cross-arm piledriver
El usuario hace agacharse al rival ante su abdomen y cruza los brazos del oponente entre sus piernas (un double pumphandle) antes de levantarlo a una posición vertical y dejarse caer, como un piledriver normal.

### Super Piledriver
En esta técnica, el usuario realiza un piledriver saltando desde la segunda o tercera cuerda. Este tipo de técnicas elevadas son consideradas muy peligrosas, ya que el impacto que la cabeza del oponente recibe es muy elevado.

### Double underhook piledriver
En este movimiento el luchador dobla a su oponente adelante para apresar su cabeza con las piernas. y sus brazos detrás de su espalda. Entonces el usuario levanta al oponente usando esta presa hasta dejarlo en posición vertical mirando en la misma dirección que el luchador, que se deja caer de rodillas o sentado para golpear la cabeza del oponente contra la lona. La variante de rodillas de este movimiento es conocida como Tiger Driver '98.

#### Back to back double underhook piledriver
Conocido como Vertebreaker o Kudome Valentine, este movimiento se ejecuta desde una posición en la que el oponente está de pie detrás del luchador y este engancha sus brazos con los del rival. Entonces el usuario gira su cuerpo hasta que el rival esté orientado de cara al suelo y su espalda contacte con la del luchador. Este se levanta haciendo que el oponente, cuyos brazos siguen enganchados, apunte hacia el suelo, y entonces se deja caer sentado para estrellar la cabeza del otro contra el suelo. Otra forma de obtener la posición es acercarse a un oponente de pie por detrás, enganchar sus brazos, inclinarse hacia delante debajo de él y levantarse luego, colocando al oponente al revés.
Este movimiento es extremadamente peligroso entre las variantes del piledriver, ya que la seguridad de la víctima depende únicamente de la sujeción por los brazos del luchador atacante para evitar una lesión grave en el cuello, y un fallo en esto podría resultar fatal. A causa de ello, esta técnica fue prohibida en la WWE en abril de 2003.

### Inverted facelock piledriver
El luchador sitúa al oponente abajo de su axila boca arriba y luego lo levanta para aplicar un piledriver por lo general en su versión sit-out. Este movimiento es aplicado por Fénix en Lucha Underground.

### Jumping piledriver
También conocido como spike piledriver o stuff piledriver, este es un Texas piledriver en que el oponente salta. Esto se puede aplicar a muchos tipos de piledriver, como belly-to-belly u otros.

### Package piledriver
El usuario hace agacharse al rival ante sí, mete la cabeza entre sus piernas y rodea con los brazos las piernas del oponente para juntar los muslos con el cuerpo y así compactar al rival. Entonces levanta al oponente y se deja caer sentado para impactar la cabeza del oponente contra el suelo.
Siendo reconocida por el luchador Kevin Owens y popularizado por el luchador mexicano Pentagón Jr. llamado “FEAR FACTOR” y por la chilena Stephanie Vaquer

### Pumphandle belly-to-belly piledriver
En esta variación el luchador atacante bloquea a su oponente cuando está agachado metiendo el brazo más cercano entre sus piernas y el más lejano debajo del hombro del usuario; entonces se usa esta presa, conocida como pumphandle, para levantar al oponente sobre un hombro del usuario con la cabeza apuntando hacia abajo antes de dejarse caer para un reverse piledriver normal.

### Punch piledriver
En un punch piledriver un luchador ejecuta cualquier tipo de piledriver, pero usando su puño para impulsar además la cabeza del oponente contra la lona.

### Belly-to-belly piledriver
También conocido como reverse piledriver, en esta variante el luchador agarra a su oponente y lo levanta haciéndolo girar 180°, sosteniéndolo estómago contra estómago con la cabeza del oponente apuntando hacia abajo; desde esa posición, el usuario se deja caer (comúnmente sentado) para estrellar la cabeza del rival contra el piso.
Este movimiento es uno de los piledrivers más arriesgados, ya que es una de las pocas variantes en las que el cráneo del oponente choca de manera real contra el piso. Asimismo, la contundencia del golpe depende de la fuerza aplicada por el usuario, así que un exceso de este puede producir lesiones.

#### Kneeling belly-to-belly piledriver

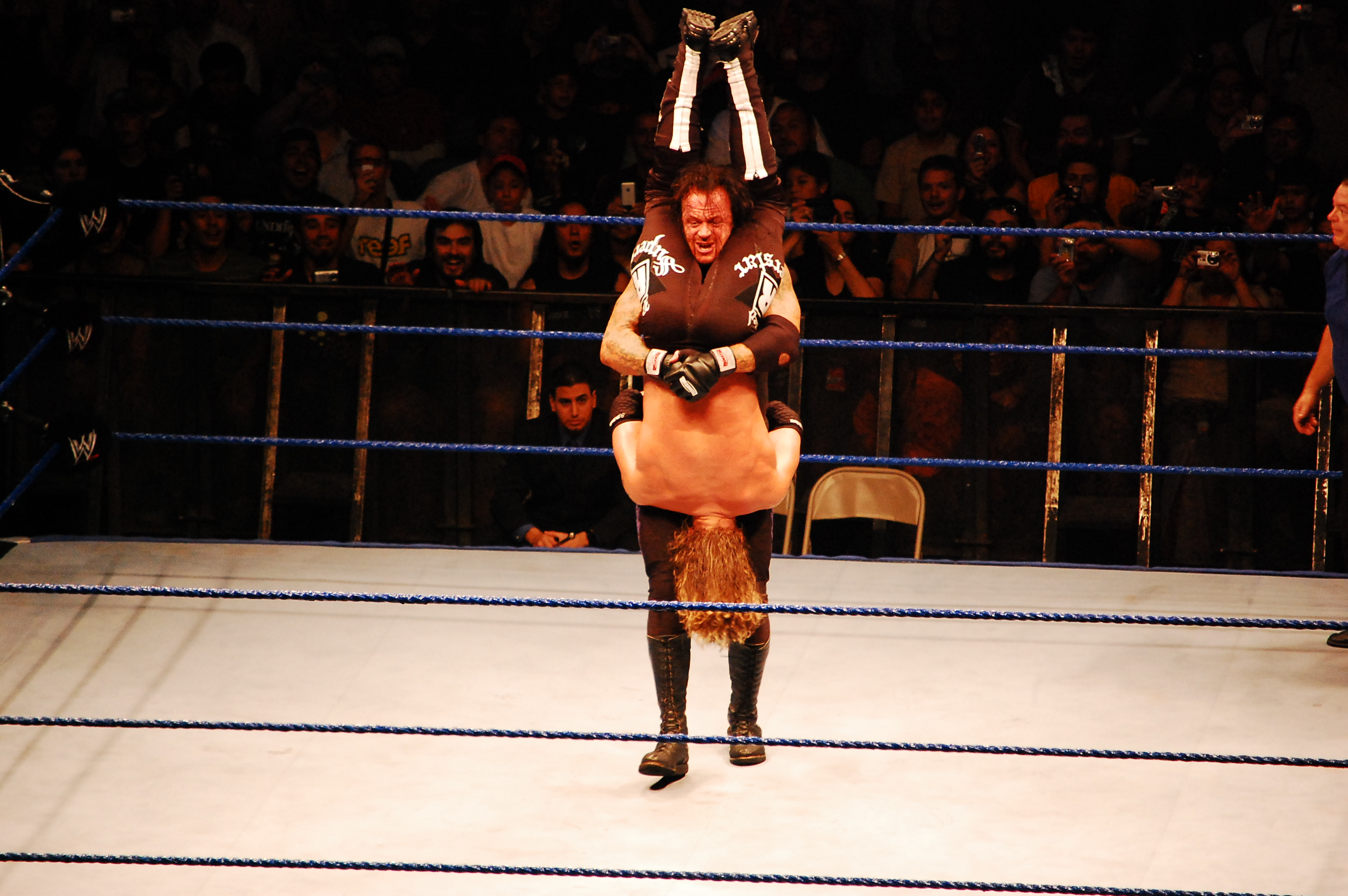
Undertaker aplicando un Tombstone Piledriver (Kneeling belly-to-belly piledriver) a Edge.

En esta variación, el luchador agarra al oponente y lo sostiene por la cintura ante sí en posición invertida, dejándose caer de rodillas. El resultado es un movimiento en el cual la cabeza choca aparentemente contra el suelo o la lona.
Este movimiento fue innovado por Don Muraco y popularizado años más tarde por The Undertaker y por su hermano Kane como Tombstone Piledriver y por el luchador mexicano fallecido Abismo Negro 

#### Over the shoulder belly-to-belly piledriver
El luchador levanta al oponente y lo apoya sobre un hombro, agarrando su torso con los brazos para apuntarlo hacia el piso entre las piernas del usuario; entonces este se deja caer sentado o de rodillas para golpear el cráneo del adversario contra el suelo.

### Scoop slam piledriver
El atacante introduce un brazo entre las piernas del oponente y otro sobre un hombro, llegando a la espalda con ambos, y lo alza haciéndolo girar hasta que su cabeza apunte hacia el suelo, sin soltar los agarres de los brazos; desde esa posición, el luchador se deja caer (normalmente sentado), conduciendo la espalda del oponente contra la lona. Este movimiento es técnicamente un scoop slam, pero se diferencia de él en que esta variación concentra el impacto sobre la zona del cuello, la nuca y la cabeza del rival. Una versión sentada de este movimiento es llamada Michinoku Driver II y fue innovada por TAKA Michinoku.
Esta técnica, enormemente popular entre los luchadores, tiene infinidad de variantes, que son denominadas driver. Es usada por el luchador mexicano Dr. Wagner Jr. llamada "Wagner Driver". 

#### Choke driver
El usuario agarra el cuello del rival con ambas manos, lo levanta de él y rota su cuerpo antes de arrojarlo al suelo de modo que aterrice sobre su nuca. Este movimiento, que requiere de un usuario tremendamente fuerte o un oponente muy ligero, tiene su origen en el sumo, donde es llamado kubinage.

#### Electric chair driver
El usuario alza al oponente y lo sitúa sentado sobre sus hombros mirando en la misma dirección. Entonces el usuario tira del oponente hacia delante para hacerlo inclinarse y quedar con su cabeza apuntando al suelo; desde esa posición, el luchador se deja caer para impactar el cuello y la nuca del rival contra el piso. El movimiento fue popularizado por Kenny Omega, llamándolo "One-winged Angel" 

#### Fisherman driver
El usuario mete la cabeza del oponente bajo su axila y pasa un brazo del rival sobre su cabeza. Entonces usa el brazo libre para agarrar la pierna del oponente y levantarlo de ella, como en un fisherman brainbuster; sin embargo, al llegar a una posición alta, el luchador. suelta la cabeza del rival, todavía agarrando su pierna, para voltearlo y que caiga de cabeza al suelo de cara al usuario.

#### Half Nelson driver
El usuario se sitúa al lado del oponente, mirando hacia su lado, y agarra su brazo, manteniéndolo contra su espalda y pasando el otro por debajo para apoyar la mano contra su nuca, como en una Half Nelson. El luchador mete entonces un brazo entre las piernas del oponente y tira de ambas presas para levantarlo y, volteándolo para que su cabeza apunte hacia el suelo, dejarlo caer en esa posición contra el piso.
Este movimiento fue innovado por Shingo Takagi llamado “MADE IN JAPAN” y popularizado por el luchador mexicano Pentagón Jr llamado “Pentadriver”

#### Inverted facelock driver
Este movimiento al igual que el Inverted facelock piledriver sitúa al oponente bajo la axila boca arriba y lo deja caer sobre las servicales en un movimiento con sit-out. Este movimiento fue utilizado por Prince Puma en Lucha Underground.

#### Samoan driver
El usuario levanta al oponente atravesado sobre sus hombros, en posición fireman's carry. Entonces el luchador tira de la cabeza del rival mientras empuja sus piernas para voltearlo y, girando hasta situar al oponente ante su pecho, se deja caer sentado para impactar la espalda y la nuca del oponente contra el piso, entre las piernas del usuario.

#### Wheelbarrow driver
En esta técnica el luchador, hallándose detrás del rival, agarra sus piernas y lo levanta de ellas; entonces balancea al oponente hacia delante para dejarle colgar cabeza abajo de la presa y que su cabeza esté ubicada entre las piernas del usuario. Este se deja caer, ya sea sentado o de rodillas, para hacer chocar la nuca y el cuello del oponente contra el suelo.

### Spike piledriver
Spike piledriver es un término empleado para referirse al jumping piledriver, aided piledriver o reevrse kneeling belly-to-belly piledriver.

### Flip Piledriver

Canadian Destroyer (el luchador usuario en rojo, el oponente en verde).

En este movimiento el usuario coloca al oponente agachado con la cabeza entre sus piernas de modo similar al de una powerbomb, y luego salta sobre la espalda del oponente permitiéndole levantarse para, cayendo tumbado boca arriba y rodando hasta sentarse, llevar la nuca del otro contra el suelo. Esta técnica es conocida mundialmente como Canadian Destroyer y fue innovada por Petey Williams. Existe su similar llamado Panama Sunrise el cual es conocido por su ejecutor Adam Cole.
Una variación double underhook de este movimiento existe mediante atrapar los brazos del rival antes de realizarlo, una variante innovada por Teddy Hart.
En la ejecución de este movimiento se produce la ilusión de que la víctima intenta levantar al atacante en un back body drop este y lo revierte en dicho piledriver, lo que fuera del kayfabe requiere de la acción tanto del atacante como de la víctima: por ello, un fallo en la coordinación puede ser fatal para ambos. A pesar de su naturaleza ostensiblemente ficticia, existen variantes usadas de modo real fuera de la lucha libre, si bien no muy comunes de ver.

### Vertical suplex piledriver
El luchador mete la cabeza del oponente bajo su brazo y pasa el brazo del rival sobre su cabeza; entonces usa el brazo libre para levantar el abdomen del oponente hasta mantenerlo con la espalda recta en el aire, como en un vertical suplex. A continuación el luchador gira 180° al oponente para dejarlo caer en posición de belly-to-belly piledriver.
Este movimiento es usado por Brian Cage con el nombre de "Drill Claw".